# Das Zauberbildnis
Das Zauberbildnis (russisch Волшебный портрет, chinesisch 魔术的肖像) ist ein russisch-chinesischer Märchenfilm. Der Film ist der erste russisch-chinesische Märchenfilm. Er wurde in Moskau erstmals 1997 gezeigt. Die Erstausstrahlung der deutschsprachigen Synchronfassung erfolgte am 21. Dezember 1997 bei KiKA.

## Handlung

### Das schwebende Bild
Eine alte, im Wald lebende Einsiedlerin spaziert im Winter durch den Wald und sieht ein vom Wind getragenes chinesisches Porträtgemälde, das vor ihren Füßen landet.
Der kleine Junge Ivan läuft durch den Wald und befreit Wildtiere aus Jagdfallen, eines davon, ein Elch läuft weg, was von einem Diener des Jagdgefolges eines Fürsten bemerkt wird, worauf er von seinem Pferd aus auf den Jungen mit der Reitpeitsche einzuschlagen beginnt, doch dem Jungen gelingt es die Peitsche zu ergreifen und diesen von seinem Pferd zu stürzen. Der Fürst fragt, warum Ivan den Elch aus dem Netz befreit habe, woraufhin der Junge antwortet, dass am Weihnachtsabend keine Tiere gejagt werden dürften. Der Fürst verkündet lachend das Ende der Jagd. Danach wird Ivan von einem Luchs zum Holzhaus der alten Einsiedlerin geführt, der Ivan sein Brennholz schenkt, wofür er von ihr als Belohnung das Bildnis erhält. Am Silvesterabend fragt Ivan bei einer Wahrsagerin im Dorf nach seiner Zukunft und im Spiegel sieht er durch eine Vision seine Zukunft und die Rolle des Bildnisses in seinem Leben als Erwachsenem.

### Ivan
Ivan ist zu einem schönen, blonden, jungen Mann herangewachsen. Er lebt als Halbwaise mit seiner Mutter in einer kleinen Holzhütte und hilft ihr, wo es möglich ist. An der Wand hängt das schöne Bildnis eines rosenfarben gekleideten chinesischen Mädchens. Eines Tages als sich Ivan alleine in der Hütte aufhält, sieht er plötzlich wie sich die junge Frau auf dem Bildnis zu bewegen beginnt und auf einmal steigt die schöne Chinesin Xiao Qin leibhaftig zu Ivan herab. Nach der ersten Begegnung glaubt Ivan noch geträumt zu haben doch, dann erscheint ihm Xiao Qin erneut und beide kommen sich näher. Nach einigen Tagen kommt der reiche Bauer Titus und fordert, Ivan solle gemäß einer zwischen ihm und seiner Mutter geschlossenen Vereinbarung seine dicke Tochter heiraten oder seine Mutter muss die Schulden, die durch die Annahme der ihr von Titus nach dem Tod ihres Ehemannes gewährten Hilfeleistungen entstanden sind, zurückzahlen. Ivan verweigert sich jedoch der Abmachung, weshalb Titus wütend die Besitztümer Ivans und seiner Mutter pfänden lässt. Das Mädchen zeigt sich Ivan erneut und beginnt kostbare Decken und andere Textilerzeugnisse zu weben, um Ivan und seiner Mutter in ihrer Armut beizustehen.

### Xiao Qin
Die schöne Xiao Qin erzählt Ivan ihre ungewöhnliche Geschichte. Sie lebte in einem bescheidenen Dorf und ihre Familie bemalte Laternen. Yuan Pa, ein grausamer Machthaber, erfuhr von Xiao Qins Schönheit, begehrte sie und wollte sie zu einer seiner Ehefrauen machen, weshalb er um sie bei ihren Eltern warb und ihnen üppige Geschenke machte. Doch das Mädchen fürchtete und verabscheute ihn, in welchem sie bereits sein wahres Wesen als Zauberer erblickt. Das Mädchen empfindet Trauer darüber, dass sie bald ihr Heim verlassen muss, weshalb sie ihrem jüngeren Bruder, Wan Lun, vorschlägt ein Porträt von ihr zu malen, damit er sich immer an sie erinnern kann. Er malt es mit so viel Liebe, dass die Seele des Mädchens sich mit diesem Bild verbindet. Als der böse Zauberer Xiao Qin in seinen Palast bringen lässt, bemächtigt er sich nur eines teilnahmslosen Körpers, der sich in einem langsamen Sterbensprozess befindet. Durch den Weisen Lao Chun, erfährt Yuan Pa, dass die Seele des Mädchens vom Körper losgelöst in einem Bildnis lebt. Yuan Pa beabsichtigt das Bildnis mit Gewalt in seinen Besitz zu bringen und lässt Xiao Qins Heimatdorf vollständig in Brand setzen und zuvor alle Einwohner, einschließlich ihrer Eltern töten, jedoch gelingt Wan Lun zusammen mit dem Bildnis die Flucht. Später wird das Bildnis aus den Händen Wan Luns durch den Wind weggeweht. Es gelangt schließlich in den Besitz Ivans.

### Trennung
Durch seinen Weisen, Lao Chun, erfährt Yuan Pa von Xiao Qin Aufenthalt bei Ivan. Er fliegt in der Gestalt eines Raben in das Dorf und erschreckt die Mutter Ivans in dessen Abwesenheit mit Wahnbildern, bis sie ihm die Bildrolle aushändigt. Nach seiner Ankunft stellt er das Fehlen des Bildnisses fest und macht sich mit der von seiner Mutter gefundenen Zaubermuschel mit den leuchtenden Perlen auf die Suche nach seiner Geliebten. Die alte Einsiedlerin deutet diese Perlen als Lebenszeit Xiao Qins und teilt Ivan mit, dass wenn alle Perlen erloschen sind, das Mädchen nicht mehr gerettet werden könne. Sie weist Ivan den Weg und drängt zur Eile.

### Weg und Versuchungen
Unterwegs beobachtet Ivan einen Überfall von Wegelagerern auf eine Fürstenfamilie, woraufhin er sich dazu entschließt einzugreifen und der Adelsfamilie das Leben zu retten, nach der erfolgreichen Vertreibung der Banditen fügt ihm jedoch einer von ihnen eine Stichverletzung zu und flüchtet danach. Nach zwei Monaten wacht Ivan im Schloss des von ihm geretteten Fürsten auf. Der Fürst bietet ihm zum Dank eine Stellung an seinem Hof an. Doch mit Schreck stellt Ivan fest, dass schon zwei Perlen der Muschel Xiao Qins erloschen sind. Er beschließt seine Reise fortzusetzen und reitet mit dem ihm vom Fürsten zur Verfügung gestellten Pferd eilig weiter. Am grünen Berg gerät Ivan in den Bann einer Bergfee. Sie will ihn um seiner Schönheit Willen behalten. Ivan verliert das Bewusstsein, doch seine Erinnerung an Xiao Qin holt ihn ins Bewusstsein zurück und er verlässt die Höhle der Fee, nachdem er ihrer Versuchung, sich eine neue Geliebte aus einer Schar schöner und junger, chinesischer Frauen auszusuchen und dem Angebot mehrerer, mit Gold und Edelsteinen gefüllter Schatztruhen widerstanden hatte, mit einem ihm geschenkten magischen Dolch. Ivan wandert weiter und kommt an die chinesische Mauer, es gelingt ihm jedoch diese zu erklettern und damit über die bewachte Grenze nach China zu gelangen. Aber er stürzt in China angekommen in der Nähe eines Flusses ab und gerät in einen Wasserfall. Der bewusstlose Ivan wird von Wan Lun gerettet, der Ivan weckt und ihn fragt, wieso er den Schmuck seiner Schwester bei sich trägt. Nach einer tätlichen Auseinandersetzung erkennt Ivan jedoch den Bruder seiner Geliebten. Wan Lun weiß zu berichten, dass dem Zauberer das Bildnis Xiao Qins von Banditen bei einem Raubüberfall auf seinen Palast entwendet wurde. Gemeinsam können die beiden das von den Banditen geraubte Bildnis nach einem Kampf in deren Niederlassung wieder in ihren Besitz bringen.

### Palast
Ivan und Wan Lun gelangen, nachdem sie die zum Leben erwachten und als Wächter fungierenden Terrakotta-Figuren im Tal des feurigen Drachens besiegt haben, zu dem Palast von Yuan Pa. Hier liegt die schöne Xiao Qin scheinbar leblos wie eine Wachspuppe auf einem Bett. Ivan und Wan Lun werden entdeckt und gefangen genommen. Sie verlangen zu dem Mädchen geführt zu werden und die Inanspruchnahme der Hilfe des eigens zu diesem Zweck in den Palast gebrachten Weisen, weshalb ihnen kurz vor dem Erlöschen der letzten Perle gelingt durch die Gegenwart Ivans und mit der Hilfe des Weisen durch den von diesem ausgeführten Bild-Perlen-Zauber Körper und Seele von Xiao Qin wieder zusammenzuführen und sie zu retten. Doch Ivan, Wan Lun und der Weise, der sich dazu entschließt das Schicksal der beiden zu teilen, werden gefangengesetzt und zum Hungertod verurteilt, während Yuan Pa nun Xiao Qin bedrängt.

### Flucht
Xiao Qin weist eine ihrer Dienerinnen an, einen Schlaftrunk zuzubereiten und den Palast-Wachen zu trinken zu geben. Ivan, Xiao Qin, Wan Lun und dem Weisen Lao Chun gelingt, nachdem Xiao Qin alle befreit hat, die Flucht. Doch der Rabenzauberer holt sie ein. Nach wildem Kampf scheint der Böse zu obsiegen, da erinnert sich Ivan an den Zauberdolch von der Bergfee, womit es Ivan gelingt Yuan Pa zu töten.

### Ivan und Xiao Qin
Während Wan Lu sich dem befreiten Weisen Lao Chun anschließt und sein Schüler wird, führt Ivan seine Geliebte zurück in sein Land und die beiden feiern eine glückliche Hochzeit.

## Grundlage
Der Inhalt des Films basiert auf dem Handlungsverlauf des norwegischen Märchens Vom goldenen Schloss, das in der Luft hing aus der Sammlung von Peter Christen Asbjørnsen und Jørgen Moe – hier wie im Zauberbildnis-Film begegnet dem Märchenhelden die Prinzessin zuerst im Bild. Und als er sie leibhaftig findet ist die Prinzessin in einem Schneewittchen-ähnlichen Todesschlaf, aber von unvergleichlicher Schönheit: rot wie Blut und weiß wie Schnee. Vor der Befreiung der Prinzessin steht hier ein Kampf mit einem furchterregenden Troll, der ähnlich wie der Zauberer im Film übermenschliche Kräfte besitzt. Anders als im norwegischen Märchen vom Luftschloss ist im Film das Motiv der Frau im Bildnis noch vielschichtiger. Im Film verlebendigt sich das Bild wie im griechischen Pygmalion-Mythos und das Mädchen steigt aus der Bildrolle zu ihrem Liebsten. Erst durch den Raub des Bildes werden die Liebenden getrennt und Ivan muss sich auf die gefährliche Suche nach ihr begeben, um sie zu befreien und vor dem Bösen zu retten. Auch wenn die Bildrolle mit Xiao Qin ein chinesisches Mädchen zeigt und der Stil auch an die etwas wolkige Malweise chinesischer Tuschmalerei erinnert, so gibt es dennoch darstellerische Parallelen zur Japanischen Druckgraphik: Hier ist an die Bilder der Mädchenschönheiten von Goyo Hashiguchi zu denken, z. B. an das Bild des sich kämmenden Mädchens. Die exotischen Aspekte der asiatischen Märchenwelt sind im Zauberbildnis-Film überdies beeinflusst von den Sindbad-Bildern von Edmund Dulac. Das Dorf Ivans erinnert an die Schneebilder von Ivan Bilibin.

## Synchronisation
Die deutsche Synchronbearbeitung entstand im Synchron- und Tonstudio Leipzig in Zusammenarbeit mit der drefa Produktion und der Lizenz GmbH im Auftrag des MDR-Fernsehens.